# 鞍智高春
鞍智 高春（くらち たかはる）は、室町時代中期から後期にかけての武将。
室町幕府外様衆。

## 出自
鞍智氏は佐々木源氏の出身で、佐々木道誉の弟・鞍智時満の末裔。父は鞍智高信、祖父は鞍智満高であり、それ以前は遡ることはできないが、京極持氏-鞍智時満-時秀-満高とつながるとされる。

## 人物
『碧山日録』には「春公」として登場し、細川勝元、細川持賢、山名宗全、京極持清、池坊専慶などとの交流が見える。同日録や『康富記』によると、邸宅は東山や五条高倉（現在の五条駅の西側付近）にあったとされる。
文化的交流を行うことも多く、蹴鞠の師・飛鳥井雅親とは和泉国の塩湯に行き、清原業忠、中原康富、小槻長興らとは田楽や幸若舞などを楽しんだという。椿一・摠一といった琵琶法師や金春与四郎という能楽師との交流も確認できる。
池坊専慶のパトロンとしての活躍も見える。高春は、六角堂を拠点とする専慶を寵愛しており、『碧山日録』にて専慶が登場する際は必ず高春（原文では春公）の名前も見える。また、京極勝秀に面会をさせるなどもしている。

## 所領との関わり
高春は、美濃国鞍智郷・鋳物師屋郷、同国不破郡若森里、近江国愛知郡我孫子郷を所領としていた。寛正3年（1462年）4月には、高春は足利義政に許可を得て、農業を活性化させるために、美濃国・近江国へ下向し、自ら勧農していた。その影響もあってか、高春の父・高信の葬儀の際には、所領の農民や地侍たちが、東山の鞍智氏の邸宅まで参列したとされる。
彼は、自身の所領における水論に勝利するため、寺社の縁起を作成し、論争が有利に進むようにした。滋賀県愛知郡秦荘町岩倉の仏心寺の「箭取地蔵絵絵巻」には、平安時代に、検非違使で当地（我孫子荘）を知行した平諸道という武将が、宇曽川を挟んだ隣村（押立保）との水論との際に、地蔵菩薩から授かった矢で戦に勝利したという伝承が残っているが、これは高春が水論を背景に制作されたものであるとされている。実際に『蔭涼軒日録』寛正5年（1464年）3月17日条には、同地における用水論争について記載が残されている。同記事によると、二階堂政行が知行する押立保の兵が、用水のために京極鞍智又二郎高夏（高春の子）が知行する我孫子郷に攻め入ったとされる。そして、仏心寺の「箭取地蔵絵絵巻」の奥書には、享徳2年（1453年）11月24日の日付と「源朝臣高春」の名前が見える。
また、高春は同じ時期に同地に「秦川山観世音菩薩縁起」も寄進しており、水源の由来を説いている。加えて、その水源から流れる宇曽川の上流にある金剛輪寺では、同縁起に由来する観世音菩薩を祀る祭礼が行われている。
将軍・足利義政に憧れを抱いていたようで、文安から文明年間には彼に仕えている。宴席で彼に声をかけられた際には感激したという。